# هتل (فیلم ۱۹۶۷)
هتل (انگلیسی: Hotel) فیلمی به کارگردانی ریچارد کواین است که در سال ۱۹۶۷ منتشر شد.

## بازیگران
- راد تیلور
- کارل مالدن
- کوین مک‌کارتی
- مایکل رنی
- ملوین داگلاس
- کارمن مک‌ری
- مرل اوبرون
- ریچارد کونته
- لستر دُر